# Aimar Sørenssen
Aimar August Sørenssen (född 6 januari 1823 i Christiania, död 2 juni 1908 i Rygge) var en norsk lantbrukare, jurist och politiker för partiet Venstre.